# مدرسة الجالية الأميركية في أبو ظبي
مدرسة الجالية الأميركية في أبو ظبي هي مدرسة أميركية خاصة تقع في أبوظبي، الإمارات.

## الروابط الخارجية
1. ↑  Youssef، Marten (4 أكتوبر 2009). "How educator's secret went undetected". The National. UAE. مؤرشف من الأصل في 2013-10-13. اطلع عليه بتاريخ 2012-07-30.

- ACS
- thenational